# Tocumwal
Tocumwal – miasto w Australii, w stanie Nowa Południowa Walia.